# Елена Стефанова
Елена Стефанова е българска актриса, доайен на Музикално-драматичния театър „Константин Кисимов“, гр. Велико Търново.

## Биография
Родена на 4 август 1916 г. във Варна. Нейния баща Цвятко Колев е строителен работник, който е мобилизиран по време на Първата световна война. Цвятко Колев е убит на бойното поле, без да види родилата се втора дъщеря Елена.

## Първи стъпки в театъра
Настават тежки дни за майката Донка Цветкова и двете ѝ дъщери. Но независимо от многото несгоди и лишения, тя успява да ги закърми с интерес и любов към театралното изкуство, като ги води често на различни постановки.
Малката Елена се запознава с майсторството на Надя Станиславска, Александра Янева, Христо Динев, превърнали се по-късно в нейни кумири. В Лятния театър и Морската градина тя гледа постановката „Ревност“ от Арцибашев.
Дванадесетгодишната Елена е очарована и омаяна от магнетизма на знаменития Сава Огнянов. Осмелява се да изтича на сцената и да му поднесе букет цветя. Този спомен остава вечно жив в нейното съзнание.
По същото време семейството сменя квартирата и се премества близо да театъра. Оказва се, че много от актьорите живеят там. Познанството ѝ с тези хора, ѝ позволява често да се вмъква в театъра и да наблюдава репитициите, както и да не пропуска постановките. Дори строгият директор Иван Янев е благосклонен към младата зрителка, а персоналът и актьорите я приемат като свой човек.
Актрисата Мара Пенкова дава първите напътствия за простотата и естественост в ролите. Надя Станиславска дава първите уроци по сценичен грим. А Елена дори на дочакала да се дипломира в гимназията, защото бързала към сцената.
Семейството е сполетяно от нещастие – сестра ѝ Богданка заболява и умира. Елена е изправена пред дилемата дали да остане при самотната си майка или да продължи наченатия път на актриса. Донка Цветанова е убедена в таланта на своята дъщеря, а тя е покровителствана от артистичното семейство Мара Пенкова и Давид Георгиев. Тя разрешава на Елена да замине с пътуващия театър „Народна студия“ на Георги Костов. Театралният сезон е 1931 – 1932 г., Елена е само на 16 години. Нейни колеги са Пенка Василева, Милка Габровска, Стефан Караламбов. Обявени са гастроли на големия актьор от Народния театър Иван Димов.

## Професионални изяви
Първите ѝ стъпки на професионална сцена са плахи, тя играе незначителни роли. По-голямо самочувствие придобива от участието си като невестата в „Три пъти венчани“ от Ана Николаева.
Самоувереността ѝ се стопява, когато на сцената се среща с актьорското майсторство на театралния колос по това време Иван Димов в ролята на Разколников от „Престъпление и наказание“.
Завръща се във Варна при майка си, която винаги определя като светица. Настъпва тежък период и за двете, затова решават да се преместят в София. Там Елена кандидатства за работа в театър „Одеон“. Директорът Стефан Пенчев и режисьорът Тачо Танев много критично оглеждат младата жена и не крият възхищението си от нейната младост и красота на лицето, изразителните очи, дълбокият и топъл глас, елегантната фигура. Двамата опитни театрали решават да проверят таланта ѝ. След направеното събеседване, Елена Цветкова е назначена на работа.
С добрата заплата, която получава успява да се грижи и за майка си.
Срещата на Елена с режисьора Тачо Танев се оказва много полезна за бъдещата ѝ творческа дейност. Това е период на усъвършенстване на младата актриса. Ролите, които все още изпълнява са второстепенни, но само след една година Елена вече играе „Лизистрата“ на Аристофан, постановка на гост-режисьора Боян Дановски. Вестниците от този период я нареждат сред първите сили на театъра, непосредствено след Мими Балканска и Тинка Краева.
За Елена Цветкова се говори с уважение сред българския театрален елит. Получава официална покана от Народния театър „Иван Вазов“. Но предаността ѝ към театър „Одеон“ я възпира да приеме примамливото предложение.
На 27 септември 1936 г. се открива новият театрален сезон в театър „Одеон“. Зареждат се нови роли:
- играе Естел в „Джазбенд и китара“
- играе Рита в „Елате на първо число“ от бекефи
- Мими Братияну в „Баща, син и тя“ от Луи Верньой

Героините, в чиито роли се превъплъщава, са близки до нейната същност и природа – млади момичета, пристъпили прага на живота, рано узрели за любовта, без да са порочни, с прелестна външност и дълбоко емоционални.
В началото на април 1938 г. настоятелството на най-старата културно-просветна институция във Велико Търново, читалище „Надежда“ кани вече известната и нашумяла софийска актриса Елена Цветкова да гостува в представленията на читалищния театър. Поканата е настойчива и тя се отзовава с готовност. Участва в комедията „Дружество за защита на мъжете“. След това софийският театър „Одеон“ гостува във Велико Търново с комедията „Елате на първо число“ с главни женски роли, изпълнени от Рина Пенчева и Елена Цветкова.
Театралният сезон 1938 – 1939 Елена Цветкова започва в Русенски общински театър. Веднага ѝ е поверена ролата на Албена в едноименната пиеса на Йордан Йовков. Преместването ѝ в Русе е свързано с назначаването на Тачо Тончев за директор-режисьор на общенския театър в града. Само за един сезон актрисата изиграва 12 роли – централни, сериозни, разнообразни и много отговорни.
След Русенския период се установява във Великотърновския театър. В старата столица е омъжена за фармацевта Йордан Стефанов, възпитаник на Страсбургски университет и от Цветкова става Стефанова (както е известна и до днес).
През 1946 – 1947 самодейният театър към читалище „Надежда“ се поема от Кирил Кацаров, който кани актрисата да подкрепи състава с авторитета и професионализма си. Сезонът е открит с пиесата „Без вина виновни“ от Иван Радоев, в която Елена Стефанова изпълнява ролята на Нина Павловна Кручинина. Тя е сърцето и душата на трупата.
През сезон 1949 – 1950 играе в Сливенския драматичен театър. Работи под режисурата на директора Любен Калинов. Ролите ѝ са разнообразни, многобройни и привлекателни.
През 1952 г. във Велико Търново се поставя началото на професионален драматичен театър. За директор е назначен младият и амбициозен артист Никола Шиваров, чиято първа задача е да отиде в Сливен и да покани талантливата актриса Елена Стефанова, която приема предизвикателството, работи усърдно и заема водещо място в трупата. Най-известните ѝ роли са:
- Маргарет Чалмерс в „Кражба“ от Джек Лондон,
- царица Теодора в „Към пропаст“ от Иван Вазов, постановка Константин Кисимов,
- Мария Платонова в „Сама“ от Самуил Альошин,
- Старата Нискавуори в „Жените от Нискавуори“ от Хела Вуолийоки,
- Ирина Радионова в „Царска милост“ от Камен Зидаров, постановка на Кръстьо Мирски,
- Графиня Дюпон-Дюроф в „Пътник без багаж“ от Жан Ануи,
- Фелисата Кукушкина в „Доходно място“ от островски и много други.

На 4 февруари 1967 г. великотърновската публика празнува нейния 50-годишен юбилей и 25 години сценична дейност. Празнинството е незабравимо както за Елена Стефанова, така и за публиката. Тя е наградена с орден „Червено знаме на труда“ – висока правителствена награда от времето на социализма.
През 1970 г. Елена Стефанова отново е в Русе. През 1986 г. русенската общественост тържествено чества нейната 70-а годишнина. Юбилеят е отбелязан с пиесата на Стефан Цанев „Животът – това са две жени“.
Ролите на Елена Стефанова са театрални, телевизионни и на киноекрана. Тя твори в много градове от страната – Варна, София, Русе, Сливен, Бургас, но остава емблема на Великотърновския театър.
На 22 март 1997 г. – празника на града, с решение на Общинския съвет, за високия професионализъм, талант и принос за създаване и развитие на „Драматично-музикален театър „Константин Кисимов““, Елена Стефанова е обявена за почетен гражданин на града.
Повече от 30 години от своя живот посвещава на Велико Търново и неговата публика. На 90-годишна възраст откликва на поканата на режисьора Николай Николаев в спектакъла „Третото българско царства и половина“ от Любомир Пеевски.
Знаменитата Елена Стефанова умира в дома си на 30 март 2010 г. на 93-годишна възраст.

## Награди и отличия
- Орден „Червено знаме на труда“, 1967.
- Орден „Кирил и Методий“.
- Почетен гражданин на Велико Търново, 1997.
- Почетен гражданин на Русе.
- Почетен гражданин на Варна.

## Театрални роли
- „Три пъти венчани“ от Ана Николаева – невестата
- „Лизистрата“ на Аристофан
- „Джазбенд и китара“ – Естел
- „Елате на първо число“ – Рита
- „Баща, син и тя“ от Луи Верньой – Мими Братияну
- „Дружество за защита на мъжете“
- „Елате на първо число“
- „Албена“ на Йордан Йовков – Албена
- „Без вина виновни“ от Иван Радоев – Нина Павловна Кручинина
- „Кражба“ от Джек Лондон – Маргарет Чалмерс
- „Към пропаст“ от Иван Вазов – царица Теодора
- „Сама“ от Самуил Альошин – Мария Платонова
- „Жените от Нискавуори“ от Хела Вуолийоки – старата Нискавуори
- „Царска милост“ от Камен Зидаров – Ирина Радионова
- „Пътник без багаж“ от Жан Ануи – Графиня Дюпон-Дюроф
- „Доходно място“ от Островски – Фелисата Кукушкина
- „Животът – това са две жени“ на Стефан Цанев
- „Свекърва“ на Антон Страшимиров – Костанда
- „Босилек за Драгинко“ на К. Илиев – баба Злата, държавната жена
- „Майка на всички“ на Георги Караславов – Вида
- „О, щастливи дни“ от Самюел Бекет – Уийни
- „Птиците на нашата младост“ на Й. Друца – леля Руца
- „Последните“ на Максим Горки – Федося
- „Третото българско царства и половина“ от Любомир Пеевски – Майка България.

## Телевизионен театър
- „Диоген“ (1989) (Владимир Константинов)
- „Самодива“ (1986) (П.Ю.Тодоров)
- „Свекърва“ (1983) (Антон Страшимиров) – свекървата Костанда
- „Дванадесетият апостол“ (от Митьо Радуков) (1978)

## Филмография
| Година    | Филми                                            | Копродукции   | Роля                                           |
| --------- | ------------------------------------------------ | ------------- | ---------------------------------------------- |
| 2008      | Военен кореспондент                              |               | баба Въла                                      |
| 1991      | Здравей, бабо! (тв)                              |               | баба Чока („Чоко“)                             |
| 1984      | Откога те чакам                                  |               | учителката Надежда Хаджиева                    |
| 1980      | Нощните бдения на поп Вечерко (тв)               |               |                                                |
| 1978      | Златният ключ                                    |               |                                                |
| 1977      | Година от понеделници                            |               |                                                |
| 1977      | Пробен срок (тв)                                 |               | майката на загиналия поет                      |
| 1976-1980 | Записки по българските въстания                  | 13            | майката на Найден Попстоянов (в 1 серия: VIII) |
| 1975      | Легенда за върха (тв)                            |               | майката на Мария                               |
| 1975      | Мъжки истории/Страници от стария корабен дневник |               |                                                |
| 1972      | Татул                                            |               | Мариола                                        |
| 1972      | 10 дни неплатени                                 |               | Добрева, майката на Иван                       |
| 1971      | Откраднатият влак                                | България/СССР | селянката                                      |
| 1968      | Първият куриер – („Первый курьер“)               | СССР/България |                                                |
| 1964      | Конникът                                         |               |                                                |

За нея:
„Уморено сърце“, 2008, документален филм за Елена Стефанова, сценарист и режисьор Бояна Шандуркова.